# Josef Černý
Josef Černý (Praga, 11 de maio de 1993) é um ciclista checo, membro da equipa Deceuninck-Quick Step.

## Palmarés
- 2014
- Visegrad 4 Bicycle Race - GP Czech Republic

- 2017
  - 3.º no Campeonato da República Checa Contrarrelógio 
  - 2.º no Campeonato da República Checa em Estrada
- Tour da República Checa, mais 1 etapa
- Okolo jižních Čech

- 2018
- Campeonato da República Checa Contrarrelógio
- Campeonato da República Checa em Estrada  
  - 1 etapa da Okolo jižních Čech[1]

- 2019
  - 2.º no Campeonato da República Checa Contrarrelógio

- 2020
- Campeonato da República Checa Contrarrelógio  
  - 1 etapa do Tour Poitou-Charentes em Nova Aquitania
  - 1 etapa do Giro d'Italia

- 2021
- Campeonato da República Checa Contrarrelógio

## Resultados em Grandes Voltas e Campeonatos do Mundo
| Corrida                | Corrida                | 2012 | 2013 | 2014 | 2015 | 2016 | 2017 | 2018 | 2019  | 2020 | 2021  |
| ---------------------- | ---------------------- | ---- | ---- | ---- | ---- | ---- | ---- | ---- | ----- | ---- | ----- |
|                        | Giro d'Italia          | —    | —    | —    | —    | —    | —    | —    | 115.º | 86.º | —     |
|                        | Tour de France         | —    | —    | —    | —    | —    | —    | —    | —     | —    | —     |
|                        | Volta a Espanha        | —    | —    | —    | —    | —    | —    | —    | —     | —    | 142.º |
| Mundial em Estrada     | Mundial em Estrada     | —    | —    | —    | —    | —    | Ab.  | Ab.  | Ab.   | Ab.  | —     |
| Mundial Contrarrelógio | Mundial Contrarrelógio | —    | —    | —    | —    | —    | —    | 24.º | 38.º  | 23.º | —     |

—: não participa

Ab.: abandono